# Roridula dentata
Roridula dentata L., 1764 è una pianta protocarnivora della famiglia Roridulaceae, nativa delle Province del Capo (Sudafrica).